# Mimeresia dinora
Mimeresia dinora är en fjärilsart som beskrevs av Kirby 1890. Mimeresia dinora ingår i släktet Mimeresia och familjen juvelvingar. Inga underarter finns listade i Catalogue of Life.